# Tanita Tikaram
Tanita Tikaram   (Münster, 12 d'agost de 1969) és una cantautora britànica de pop/folk nascuda a l'Alemanya Federal. Va aconseguir èxit en els primers llocs amb els senzills "Twist in My Sobriety" i "Good Tradition" del seu àlbum debut de 1988, Ancient Heart.

## Antecedents
Tikaram va néixer a Münster (Alemanya Federal), filla d'un oficial de l'exèrcit britànic indi-fijià, Pramod Tikaram, i d'una mare sarawakiana, Fatimah Rohani. La carrera militar del seu pare va suposar-li passar els seus primers anys a Alemanya abans de traslladar-se a Basingstoke (Hampshire, Anglaterra), quan era adolescent. És la germana menor de l'actor Ramon Tikaram i la neboda de Sir Moti Tikaram, que va ser el primer Lord Jutge en cap de les illes Fiji independents i el síndic de greuges amb més anys d'exercici en el càrrec del món.

## Carrera
Tikaram va començar a cantar a les discoteques quan encara era adolescent i va cridar l'atenció de WEA Records. El seu àlbum debut, Ancient Heart, produït per Rod Argent i Peter Van Hooke, es va publicar el setembre del 1988 quan tenia 19 anys. Els dos primers senzills de l'àlbum, "Good Tradition" i "Twist In My Sobriety", es van convertir en top 10 a molts països d'Europa i l'àlbum va vendre al voltant de quatre milions de còpies a tot el món. Tant el senzill "Twist In My Sobriety" com Tikaram van ser nominats als BRITs awards del 1989 a les categories de millor single britànic i artista femenina respectivament.
Una ràpida successió d'àlbums per a WEA - The Sweet Keeper (1990), Everybody's Angel (1991) i Eleven Kinds of Loneliness (1992) - no van aconseguir el mateix èxit comercial, amb cada àlbum venent menys que l'anterior. El seu àlbum de 1992 Eleven Kinds of Loneliness, que va ser el primer que Tikaram es va produir a si mateixa, no va aparèixer en cap gràfic.
Prenent-se un descans de la indústria musical i traslladant-se a San Francisco, Tikaram va tornar el 1995 amb l'àlbum Lovers in the City, que va rebre millors crítiques que els seus àlbums anteriors i va aconseguir millors vendes. Tot i així, va ser el seu últim àlbum d'estudi per a WEA i el seu contracte es va acabar el 1996 amb la publicació del disc recopilatori The Best of Tanita Tikaram.
Va signar amb Mother Records. Tikaram va publicar The Cappuccino Songs el 1998 i després es va retirar durant diversos anys de la indústria musical, reapareixent el 2005 amb l'àlbum Sentimental, que va sortir en un segell francès. El 2012 va publicar Can't Go Back, el seu primer disc en set anys. Des del 2013 va fer gires pel Regne Unit i Europa.
Closer to the People es va publicar l'11 de març de 2016. Al desembre de 2015, Tikaram va publicar un videoclip de la cançó "Food On My Table", tot i que no era el primer senzill de l'àlbum. El primer senzill, "Glass Love Train", es va publicar el 22 de gener de 2016.

## Vida personal
Tanita viu a Primrose Hill des del seu primer disc.
Té parella des del 2012.

## Discografia

### Àlbums
- Ancient Heart (1988) RU No. 3,[5] AUS No. 31,[6] AUT No. 1,[7] ALE No. 1,[8] HOL No. 4,[9] NOR No. 1,[10] NZ núm. 23,[11] SUE núm. 8,[12] SUI núm. 1,[13] EUA núm. 59[14] - 4 milions a tot el món[15]
- The Sweet Keeper (1990) RU núm. 3, AUS núm. 68, AUT núm. 7, ALE núm. 3, HOL núm. 15, NOR núm. 2, NZ núm. 45, SUE núm. 4, SUI núm. 7, EUA núm. 124[14]
- Everybody's Angel (1991) RU No. 19, AUT No. 19, ALE No. 17, HOL No. 20, NOR No. 12, SUE No. 16, SUI núm. 12, EUA núm. 142[14]
- Eleevn Kinds of Loneliness (1992) AUT núm. 33, HOL núm. 60
- Lovers in the City (1995) Regne Unit núm. 75, ALE núm. 74, SUI núm. 44
- The Best of Tanita Tikaram (1996) - recopilació NOR núm. 18
- The Cappuccino Songs (1998) Regne Unit núm. 69, SUI núm. 47
- Sentimental (2005) FRA núm. 90,[16] SUI núm. 87[13]
- Can't Go Back (2012) Regne Unit núm. 147,[17] AUT núm. 33, ALE núm. 50, SUI núm. 79
- Closer to the People (2016) AUT núm. 68, ALE núm. 61, SUI núm. 84
- To Drink the Rainbow (2019): recopilació

### Singles
| 1988                                                                              | "Good Tradition"                                        | 10  | 142 | – | 39 | – | –  | 9  | 46 | – | 4 | – | Ancient Heart              |
| 1988                                                                              | "Twist in My Sobriety"                                  | 22  | 23  | 2 | 22 | 6 | 2  | 10 | 26 | 6 | – | 6 | Ancient Heart              |
| 1989                                                                              | "Cathedral Song"                                        | 48  | 120 | – | –  | – | 71 | –  | 36 | – | – | – | Ancient Heart              |
| 1989                                                                              | "World Outside Your Window"                             | 58  | –   | – | –  | – | –  | –  | 80 | – | – | – | Ancient Heart              |
| 1990                                                                              | "We Almost Got It Together"                             | 52  | 116 | – | 40 | – | 50 | 28 | 38 | – | – | – | The Sweet Keeper           |
| 1990                                                                              | "Little Sister Leaving Town"                            | 83  | –   | – | –  | – | –  | –  | –  | – | – | – | The Sweet Keeper           |
| 1990                                                                              | "Thursday's Child"                                      | 42  | –   | – | –  | – | –  | –  | –  | – | – | – | The Sweet Keeper           |
| 1991                                                                              | "Only the Ones We Love"                                 | 69  | –   | – | –  | – | 58 | –  | –  | – | – | – | Everybody's Angel          |
| 1991                                                                              | "I Love the Heaven's Solo"                              | –   | –   | – | –  | – | –  | –  | –  | – | – | – | Everybody's Angel          |
| 1992                                                                              | "You Make the Whole World Cry"                          | –   | –   | – | –  | – | –  | –  | –  | – | – | – | Eleven Kinds of Loneliness |
| 1995                                                                              | "I Might Be Crying"                                     | 64  | 199 | – | –  | – | –  | –  | –  | – | – | – | Lovers in the City         |
| 1995                                                                              | "Wonderful Shadow"                                      | 198 | –   | – | –  | – | –  | –  | –  | – | – | – | Lovers in the City         |
| 1995                                                                              | "Yodelling Song"                                        | –   | –   | – | –  | – | –  | –  | –  | – | – | – | Lovers in the City         |
| 1996                                                                              | "Twist in My Sobriety (remix)"                          | 81  | –   | – | –  | – | –  | –  | –  | – | – | – | The Best of Tanita Tikaram |
| 1996                                                                              | "And I Think of You – E penso a te" (només promocional) | –   | –   | – | –  | – | –  | –  | –  | – | – | – | The Best of Tanita Tikaram |
| 1998                                                                              | "Stop Listening"                                        | 67  | –   | – | –  | – | –  | –  | –  | – | – | – | The Cappuccino Songs       |
| 1998                                                                              | "I Don't Wanna Lose at Love"                            | 73  | –   | – | –  | – | –  | –  | –  | – | – | – | The Cappuccino Songs       |
| 1998                                                                              | "If I Ever"                                             | –   | –   | – | –  | – | –  | –  | –  | – | – | – | The Cappuccino Songs       |
| 2005                                                                              | "Don't Let the Cold" (només promocional)                | –   | –   | – | –  | – | –  | –  | –  | – | – | – | Sentimental                |
| 2012                                                                              | "Dust on My Shoes"                                      | –   | –   | – | –  | – | –  | –  | –  | – | – | – | Can't Go Back              |
| 2016                                                                              | "Glass Love Train"                                      | –   | –   | – | –  | – | –  | –  | –  | – | – | – | Closer to the People       |
| 2016                                                                              | "The Way You Move"                                      | –   | –   | – | –  | – | –  | –  | –  | – | – | – | Closer to the People       |
| "—" indica singles que no van aparèixer o no es van publicar en aquest territori. |                                                         |     |     |   |    |   |    |    |    |   |   |   |                            |

## Premis i nominacions
| Any  | Premis                | Treball                | Categoria                         | Resultat |        |
| ---- | --------------------- | ---------------------- | --------------------------------- | -------- | ------ |
| 1989 | Premi Video Music MTV | "Twist in My Sobriety" | Millor vídeo femení               | Nominat  | [ 22 ] |
| 1989 | Premi Video Music MTV | "Twist in My Sobriety" | Millor Cinematografia             | Nominat  | [ 22 ] |
| 1989 | Premis Brit           | "Twist in My Sobriety" | Millor single britànc             | Nominat  | [ 22 ] |
| 1989 | Premis Brit           | Ella mateixa           | Millor artista femenina britànica | Nominat  | [ 22 ] |

## Altres treballs

### Música
- Veu d'harmonia a "That's Why I'm Leaving Here" al tercer àlbum homònim de 1989 de Brendan Croker and the Five O'Clock Shadows.
- Versió de "Loving You" (Leiber/Stoller), inclosa a l'àlbum tribut a Elvis Presley de 1990 The Last Temptation of Elvis .
- Veus en "I Never Will Know" (per Tikaram), també un single a EUA/Can, i "Blue Moon" (Rodgers/Hart) a l'àlbum homònim de Mark Isham de 1990.
- Veus convidades a "It's Too Late" a l'àlbum de Nanci Griffith del 1991 Late Night Grande Hotel.
- Vocalista convidada al senzill "Je Te Voudrai Quand Même" de l'àlbum de Pierre Schott Le Nouveau Monde, del 1992.
- "Poor Wandering One", una cançó de "The Pirates of Penzance" de Gilbert & Sullivan gravada per a una banda sonora de Disney i produïda per Mark Isham, però inèdita - que llavors es pretenia utilitzar a la banda sonora de "The Hand That Rocks The Cradle", on en canvi, apareix una altra versió -on es menciona que apareix com a cara B, cosa que no va passar.
- Escriptora de tres temes de l'àlbum The Way Through The Woods de 1993 de Brontë Brothers: "Live A Little More", "Beneath The August Moon" (amb Mark Creswell) i "A Winner Too" (amb Mark Creswell).
- Escriptora (amb Mark Creswell) de la cara B "Need This Lover Growing" del single de Brontë Brothers 1993 "Live A Little More".
- Escriptora de la versió gravada de "Live A Little More" de Brontë Brothers, senzill de 1994.
- Vocalista de "Redemption Song (Oh Happy Day)" (Marley/Hawkins) a l'àlbum Psychedelicatessen de 1997 de Moodswings.
- Vocalista convidada a "I'm Looking Up To You" (també senzill a Irlanda) a l'àlbum de Christie Hennessy de 1995 Lord of Your Eyes.
- "My Love Tonight" encàrrec de l'exposició Abitare Il Tempo a Milà, Itàlia, i va aparèixer a l'àlbum de Tikaram del 1995 "Lovers in the City".
- Adaptació del poema "Not Waving but Drowning" de Stevie Smith, per encàrrec de la BBC per a la seva sèrie educativa Texts in Time i publicat al single de Tikaram de 1995 "I Might Be Crying".
- "Have You Lost Your Way?" va contribuir a l'exposició italiana Viaggio di Italia, llançada el 1995 al senzill de Tikaram "Wonderful Shadow".
- Duet "Dove Sei" (Prunas/Sabiu/Cola/Tikaram) amb Cristiano Prunas, publicat a Itàlia el 1997 com a senzill i en l'àlbum homònim de Prunas.

### Pel·lícula
- Tikaram ha interpretat papers secundaris en dues pel·lícules, primer a la pel·lícula lèsbica Erotique de 1994, en un segment dirigit per Monika Treut. Ella interpreta una secretària interrompent una escena sexual del seu cap. Actua com a cantant de restaurant a la pel·lícula francesa Goodbye Morocco del 2012. A la seva escena, canta l'estàndard de jazz "Blue Gardenia".
- Productora del drama documental Solace de Jared Katsiane, també conegut com Everyday Is New (similar a un tema del seu àlbum Sentimental), publicat el 2005.
- "Twist in my Sobriety" apareix a la pel·lícula, Bandits i a Miami Vice a l'episodi 14 de la cinquena temporada, "The Lost Madonna".